# Ralph Bates (écrivain)
Pour les articles homonymes, voir Ralph Bates et Bates.
Ralph Bates, né le 3 novembre 1899 et mort le 26 novembre 2000, est un romancier, écrivain, journaliste et militant politique anglais.
Il est surtout connu pour ses écrits sur l'Espagne d'avant la guerre civile.

## Biographie
Ralph Bate naît à Swindon, en Angleterre, en 1899. Adolescent, il travaille à l'usine Great Western Railway. En 1917, il est enrôlé dans l'armée britannique et sert pendant la Première Guerre mondiale, formant les soldats à se préparer aux attaques au gaz toxique.
Après son retour de la guerre, il commence à voyager, en France puis, en 1923, en Espagne, où il souhaite se rendre depuis son enfance (son arrière-grand-père, capitaine de paquebot, est inhumé à Cadix ). Dès lors, il s'installe définitivement dans le pays, voyageant et faisant des petits boulots. Il publie sa première œuvre, Sierra, un recueil de nouvelles, en 1933 ; et en 1934, un roman, Lean Men. 1936 voit la publication de l'ouvrage le plus connu de Ralph Bates, The Olive Field, sur les oléiculteurs du sud de l'Espagne. Le livre reçoit de bonnes critiques aux États-Unis. Pour ces écrits, Ralph Bates est salué comme un maître du « roman prolétarien », aux côtés de Tressell, MacGill et de Grassic Gibbon, un genre offrant « un nouvel ensemble de préoccupations narratives et de personnages ».

### Guerre civile espagnole
Lorsque la guerre civile espagnole commence en 1936, Ralph Bates se promène dans les Pyrénées avec sa femme Winifred. Il s'engage aussitôt dans les forces gouvernementales, travaillant d'abord dans les services de propagande et d'information, et prend le grade de commissaire politique. Sa femme travaille avec lui comme journaliste et diffuseur au ministère de l'information, puis rejoint l'unité médicale britannique en juin 1937. En octobre 1936, il rend visite au Tom Mann Centuria britannique, organise le remplacement de son commandant et le convainc de rejoindre d'autres volontaires anglophones dans le bataillon Thälmann de la XIIe brigade internationale, qui s'entraîne à Albacete. Plus tard dans l'année, il se rend aux États-Unis pour sensibiliser le public sur la situation critique de la République espagnole. Ralph Bates est brièvement arrêté pour contrebande d'armes alors qu'il traverse la France pour retourner en Espagne en février 1937. En mai 1937, il s'adresse au bataillon britannique à Jarama au sujet des « troubles en Catalogne » de mai, suivant la ligne du parti selon laquelle tout est de la faute du POUM, des trotskystes et des espions. Il s'installe à Madrid et fonde le journal de la XVe Brigade Internationale , Le Volontaire pour la Liberté. En juin 1937, il escorte Harry Pollitt, dirigeant communiste britannique, qui est en visite à Madrid. Il voyage fréquemment aux États-Unis et au Mexique en 1937 et en 1938, rencontrant sa future épouse, Eve Salzman lors d'un voyage.

### Après-guerre
Il rejoint le Parti communiste britannique en 1923. Après l'invasion soviétique de la Finlande en novembre 1939, il condamne publiquement les communistes dans un article de The New Republic. Au cours des enquêtes sur les personnes soupçonnées de communisme dans les années 1950, il refuse de témoigner devant la commission de la Chambre des représentants sur les activités anti-américaines.
Après la fin de la guerre civile espagnole, Ralph Bates s'installe au Mexique, où il vit pendant plusieurs années et publie The Fields of Paradise en 1940. En 1947, il devient professeur de création littéraire et de littérature anglaise à l'Université de New York, poste qu'il occupe jusqu'à sa retraite en 1966. Il publie son dernier livre, The Dolphin in the Wood, en 1950, bien qu'il continue à travailler sur plusieurs écrits inachevés jusqu'à sa mort, 50 ans plus tard.
Après sa retraite, il s'installe avec sa femme sur l'île grecque de Naxos, où il pratique l'escalade, son passe-temps favori, jusqu'à l'âge de 80 ans. Il meurt en 2000 à Manhattan, à l'âge de 101 ans, et ses restes incinérés sont dispersés à Naxos.

## Publications

### Romans
- The Lean Men (Peter Davies, 1934; Macmillan, 1935; Penguin [two volumes], 1938)
- The Olive Field (Jonathan Cape, E. P. Dutton, 1936; Hogarth Press, 1986)
- Rainbow Fish (Jonathan Cape, E. P. Dutton, 1937)
- The Fields of Paradise (E. P. Dutton, 1940)
- The Undiscoverables (Random House, 1942)
- The Dolphin in the Wood (Random House, 1950)

### Nouvelles
- Sierra (Peter Davies, 1933)
- The Miraculous Horde and Other Stories (Jonathan Cape, 1939; expanded Random House edition as Sirocco and Other Stories, 1939)

### Biographie
- Franz Schubert (Peter Davies, 1934)